# Expreso 11 (Metropolitano)
El servicio Expreso 11 es uno de los 15 expresos que forma parte del Metropolitano de Lima; se lo puede reconocer por el color morado oscuro y el logo de un "EX11" en los buses troncales.
Fue anunciada a principios de diciembre y puesta en operación el 18 de diciembre del 2023 junto con varios cambios existentes por la puesta en servicio de parte de la nueva ampliación norte, su ruta empieza en la estación Los Incas y culmina en la estación Central en ambos sentidos, aunque las paradas no son iguales en ambos sentidos, de norte a sur tiene una parada en la estación Pacífico (siendo el único expreso en tener esa parada) y de sur a norte tiene una parada en el terminal Naranjal.

## Horarios
| Horario de operación | Horario de operación | Horario de operación |
| EXPRESO              | Hacia el Sur         | Hacia el Norte       |
| -------------------- | -------------------- | -------------------- |
| Lunes a viernes      | 05:00 a 10:00        | 05:45 a 10:45        |
| Sábados              | ㅤㅤㅤㅤSin servicio | ㅤㅤㅤㅤSin servicio |
| Domingos y feriados  | ㅤㅤㅤㅤSin servicio | ㅤㅤㅤㅤSin servicio |

## Estaciones
A continuación, todas las estaciones del Expreso 11, en algunas estaciones se pueden interconectar con diferentes servicios o expresos para una movilización de norte a sur o viceversa más rápida.
| N.º                           | Estación                            | Transbordo con: |
| ----------------------------- | ----------------------------------- | --- |
| 1                             | Los Incas (Embarque 1 sur)          | |
| 2                             | Andrés Belaunde (Embarque 2 sur)    | Expreso 13 |
| 3                             | 22 de Agosto (Embarque 2 sur)       | Super Expreso Norte |
| 4                             | Las Vegas (Embarque 1 sur)          | Super Expreso Norte |
| 5                             | Universidad (Embarque 2 sur)        | Super Expreso Norte |
| 6                             | Pacífico (Embarque 2 sur)           | Regular A |
| RAMAL ALFONSO UGARTE - ESPAÑA |                                     | |
| RAMAL NORTE                   |                                     | |
| 7                             | Estación Central (Embarque 2 norte) | Regular A · Regular C · Regular D · Expreso 1 · Expreso 5 · Expreso 6 · Expreso 7 · Expreso 10 · Expreso 12 · Super Expreso Norte |

| N.º                           | Estación                            | Transbordo con:                                                                                  |
| ----------------------------- | ----------------------------------- | ------------------------------------------------------------------------------------------------ |
| 1                             | Estación Central (Embarque 2 norte) | Regular A · Regular C · Regular D · Expreso 1 · Expreso 5 · Expreso 10 · Super Expreso Norte     |
| RAMAL ALFONSO UGARTE - ESPAÑA |                                     |                                                                                                  |
| RAMAL NORTE                   |                                     |                                                                                                  |
| 2                             | Terminal Naranjal (Embarque 2)      | Regular A · Regular D · Expreso 2 · Expreso 5 · Expreso 10 · Super Expreso · Super Expreso Norte |
| 3                             | Universidad (Embarque 2 norte)      |                                                                                                  |
| 4                             | 22 de Agosto (Embarque 2 norte)     |                                                                                                  |
| 5                             | Las Vegas (Embarque 1 norte)        |                                                                                                  |
| 6                             | Andrés Belaunde (Embarque 2 norte)  |                                                                                                  |
| 7                             | Los Incas (Embarque 1 norte)        | Expreso 13                                                                                       |

## Lugares recurrentes en los distritos de la trayectoria
Comas
- Patio taller de la nueva ampliación Norte del Metropolitano.[3]
- Club Metropolitano "Parque Sinchi Roca": Av. Jamaica.749
- Supermercado Metro Belaunde: Av. Universitaria 7595.
- Universidad Privada del Norte (UPN: Av. Víctor Andrés Belaunde 1405.
- Centro Cívico de Comas: Av.22 de Agosto 800.

Independencia
- Mercado Los Incas: Avenida Contisuyo 530
- Municipalidad de Independencia: Av. María Prado de Bellido 800.

Centro de Lima - Breña (ramal de Av. Alfonso Ugarte y Av. España.)
- Central Operativa de Investigación Policía Nacional del Perú: Av. España 321.
- Real Plaza Centro Cívico (Conexión directa con la Estación Central)
- (Arriba de la Estación Central) Palacio de Justicia de la República del Perú, Av. Paseo de la República
- (Arriba de la Estación Central) Sheraton Lima Historic Center (Hotel Sheraton) Av. Paseo de la República 170.